# دقيقة قطبية جليدية أحادية الخلية
دقيقة قطبية جليدية أحادية الخلية (الاسم العلمي: Polaromonas glacialis) هي نوع من البكتيريا، سلبية الغرام، تتبع جنس الدقائق قطبية أحادية الخلية.